# Інший шлях
«Інший шлях» (швед. Hannah med H) — шведсько-французький фільм-драма, знятий у 2003 році за романом «Інший спосіб бути молодим» Пера Нільссона.

## Сюжет
Ганні ось-ось буде 18 років. Вона уже живе окремо від батьків. Навчатися не любить. Її головним і улюбленим заняттям є складання віршів. У кафе Ганна знайомиться з учителем Єнсом, який сам представився та стверджував, що обожнює її творчість. Невдовзі кожну ніч Ганні починають телефонувати. Коли дівчина піднімає слухавку, у ній завжди тільки мовчання. Ганна ставить собі питання, хто і нащо постійно спостерігає за нею. Це допомагають з'ясувати нові друзі Ганни: Едін, Мілена і Андреас.

## У ролях
| Актор            | Роль           |
| ---------------- | -------------- |
| Туве Едфельдт    | Ганна Андерсен |
| Юель Кіннаман    | Андреас        |
| Аднан Зорлак     | Едін           |
| Біб'яна Мустафай | Мілена         |
| Томас Морк       | Єнс Носслін    |
| Анна Ларссон     | Анна           |
| Неда Козіц       | Кеттіс         |
| Аннелі Мартіні   | мати Ганни     |
| Нільс Андерсен   | батько Ганни   |
| Пер Луттроп      | Мартін         |

## Створення фільму

### Виробництво
Зйомки фільму проходили в Копенгагені, Мальме, Уддеваллі з 7 жовтня до 22 листопада 2002 року.

### Знімальна група
- Кінорежисер — Крістіна Улофсон
- Сценарист — Анніка Тор
- Кінопродюсер — Крістіна Улофсон
- Композитор — The Knife
- Кінооператор — Роберт Нордстрем
- Кіномонтаж — Бернард Вінклер
- Художник-костюмер — Керстін Пертманн
- Підбір акторів — Сюзанна Б'єблом[2]

## Сприйняття
Рейтинг фільму на сайті Internet Movie Database — 4,4/10 (427 голосів).